# Ericssoncykel
Ericssoncykel är ett begrepp inom termodynamiken för att beräkna verkningsgraden för en varmluftsmotor. Cykeln har fått sitt namn efter John Ericsson (1803-1889).